# Мохиб, Хамдулла
Хамдулла Мохиб (пушту/дари حمدالله محب; 1983 г.р.) — бывший афганский политик, советник по национальной безопасности Исламской Республики Афганистан с 25 августа 2018 года по 15 августа 2021 года.

## Ранние годы
Родился в небольшой деревне к северу от Джелалабада в 1983 году. Cамый младший из одиннадцати детей. Его отец работал в Кабуле судебным секретарем.
Семья Мохиба бежала из Афганистана во время советского вторжения в Афганистан. Семья вернулась домой после окончания советского вторжения, но снова бежала в Пакистан после того, как разразился новый этап гражданской войны в Афганистане.

## Образование и начало карьеры
Когда Мохибу было шестнадцать лет, семья отправила его в Лондон. Учился в муниципальном колледже, а затем в Университете Брунеля, получил диплом инженера компьютерных систем с отличием.
После семи лет в Великобритании Мохиб вернулся в Афганистан в качестве директора по информационным технологиям в Американском университете Афганистана. Во время президентских выборов 2009 года в Афганистане работал над избирательной кампанией бывшего министра финансов Афганистана Ашрафа Гани, который занял четвертое место, уступив действующему президенту Хамиду Карзаю.
Затем Мохиб вернулся в Великобританию учиться на докторскую степень в Университете Брунеля в Школе инженерии и дизайна. Диссертация называлась «Сквозная трехмерная видеосвязь по разнородным сетям»; получил докторскую степень в 2014 году.

## Карьера

### Заместитель главы администрации и посол Афганистана в США
Когда Ашфар Гани выиграл президентские выборы в Афганистане в 2014 году, Мохиб стал его помощником. После того как Гани вступил в должность, Мохиб стал заместителем главы администрации президента; год спустя Мохиба назначили послом в США. Ему было всего 32 года, и до этого он не имел дипломатического опыта. Мохиб также одновременно работал послом-нерезидентом в Мексике, Доминиканской Республике, Аргентине и Колумбии.
Мохиб официально вручил верительные грамоты в качестве посла Афганистана в США президенту США Бараку Обаме в сентябре 2015 года.

### Советник по национальной безопасности
В августе 2018 года президент Афганистана Ашраф Гани назначил Мохиба на пост советника по национальной безопасности после того, как Мохаммад Ханиф Атмар ушел в отставку с этой должности. В то же время Гани не принял предложения об отставке, представленные министром обороны Тариком Шахом Бахрами, министром внутренних дел Вайсом Бармаком и начальником Национального управления безопасности Мохаммедом Масумом Станекзаи из-за несогласия с политикой президента; президент попросил их остаться на своих постах.
Как советник по национальной безопасности, Мохиб выразил разочарование по поводу решения администрации Трампа отстранить афганское правительство от прямых мирных переговоров между США и Талибаном. США долгое время отказывались от переговоров с Талибаном без участия афганского правительства; Талибан рассматривал правительство Кабула как незаконный «марионеточный режим», и поэтому отказывался напрямую вести с ним переговоры. На конференции в марте 2019 года Мохиб обвинил специального посланника США в Афганистане Залмая Халилзада в «делегитимации» афганского правительства в Кабуле, так как США исключило его из мирных переговоров в Дохе, Катаре, на которых Халилзад является ведущим переговорщиком США. Мохиб обвинил Халилзада, который безуспешно баллотировался в президенты Афганистана в 2009 и 2014 годах, в стремлении стать «наместником» иностранных сил и в личных политических амбициях.
Правительство Афганистана было готово вести прямые переговоры с Талибаном без предварительных условий. Мохиб назвал предварительное условие проверкой того, действительно ли Талибан может контролировать своих боевиков.
Первая публичная встреча с Залмаем Халилзадом состоялась на Мюнхенской конференции по безопасности 2020 года после того, как США избегали его в течение года. В следующем месяце Мохиб также приветствовал государственного секретаря США в президентском дворце в Кабуле.
Мохиб получил высокую оценку за его переговоры между бывшим Президентом Афганистана Ашрафом Гани и Абдуллой Абдуллой после президентских выборов 2019 года, когда Абдулла Абдулла отказался смириться с проигрышем. Мохиб получил высокую оценку по всей стране, положив конец политическому конфликту между Гани и Абдуллой. Мохиб написал в социальной сети Twitter: 17 мая 2020 года: «сегодняшним соглашением политический конфликт в стране подошел к концу. Сейчас мы работаем над выполнением этого соглашения, мирными усилиями, успехом и процветанием Республики».

### Падение Кабула
В последние дни перед крахом Кабула советник по национальной безопасности Афганистана Хамдулла Мохиб спросил американских официальных лиц, смогут ли они гарантировать ему безопасный проход при эвакуации посольств. Ему ответили, что его жена, Лаэль Адамс, гражданка США, должна подать заявление от его имени, и её запрос будет незамедлительно рассмотрен.

## Личная жизнь
Его жена — Лаэль Адамс (1987 г.р.), бывший американский эксперт по Афганистану.
Свободно говорит на английском, пушту и дари, а также на урду и хинди.

## Книги
- Как Афганистан может добиться успеха, CNN (30 сентября 2015 г.).
- Массовая демократия в Афганистане, внешняя политика (27 июня 2011 г.).
- Письмо в редакцию: правительство Ашрафа Гани в Афганистане будет предоставлять рабочие места только на основании заслуг, Washington Post (22 сентября 2016 г.).
- Сторонники перемен: посол Афганистана Хамдулла Мохиб, Совет по международным отношениям (10 июля 2018 г.).